# یان ون ات شیپ
یان وَن اِت شیپ (تلفظ هلندی: [ˈɟɔɱ vɑn ət ˈsxɪp]، هلندی: John van 't Schip؛ زادهٔ ۳۰ دسامبر ۱۹۶۳) بازیکن سابق و مربی فوتبال کانادایی-هلندی است. 

## حرفه
ون ات شیپ متولد کانادا است و برای تیم ملی فوتبال هلند به مدت ۹ سال بازی کرده است. هنگامی که هلند در سال ۱۹۸۸ قهرمان اروپا شد او عضوی از این تیم بود.
از باشگاه‌هایی که او در آن‌ها بازی کرده‌است می‌توان به آژاکس و جنوآ اشاره کرد.

### عملکرد به عنوان مربی
(تا تاریخ ۲۹ مه ۲۰۲۴)
| تیم           | از            | تا             | عملکرد | عملکرد | عملکرد | عملکرد | عملکرد   |
| تیم           | از            | تا             | بازی   | برد    | مساوی  | باخت   | درصد برد |
| ------------- | ------------- | -------------- | ------ | ------ | ------ | ------ | -------- |
| توئنته        | ۱ جولای ۲۰۰۱  | ۱۰ جولای ۲۰۰۲  | ۴۰     | ۱۳     | ۱۲     | ۱۵     | ۰۳۳      |
| آژاکس (موقت)  | ۶ می ۲۰۰۹     | ۳۰ جون ۲۰۰۹    | ۱      | ۱      | ۰      | ۰      | ۱۰۰      |
| ملبورن سیتی   | ۱ می ۲۰۰۹     | ۵ اپریل ۲۰۱۲   | ۵۸     | ۱۷     | ۲۱     | ۲۰     | ۰۲۹      |
| گوادالاخارا   | ۱ جولای ۲۰۱۲  | ۳ ژانویه ۲۰۱۳  | ۲۳     | ۸      | ۶      | ۹      | ۰۳۵      |
| ملبورن سیتی   | ۱۴ اگوست ۲۰۱۳ | ۳ ژانویه ۲۰۱۷  | ۹۶     | ۴۳     | ۲۲     | ۳۱     | ۰۴۵      |
| پک زووله      | ۱ جولای ۲۰۱۷  | ۱۹ دسامبر ۲۰۱۸ | ۵۷     | ۲۱     | ۱۱     | ۲۵     | ۰۳۷      |
| تیم ملی یونان | ۳۱ جولای ۲۰۱۹ | ۳۱ دسامبر ۲۰۲۱ | ۲۶     | ۱۱     | ۹      | ۶      | ۰۴۲      |
| آژاکس         | ۳۰ اکتبر ۲۰۲۳ | اکنون          | ۳۴     | ۱۶     | ۱۱     | ۷      | ۰۴۷      |
| مجموع         | مجموع         | مجموع          | ۳۳۵    | ۱۳۰    | ۹۲     | ۱۱۳    | ۰۳۹      |

## افتخارات

### به عنوان بازیکن

#### باشگاهی
آژاکس
- لیگ برتر فوتبال هلند 1981–82, 1982–83, 1984–85, 1989–90

- جام حذفی فوتبال هلند 1982–83, 1985–86, 1986–87

- لیگ اروپا 1991–92

- جام برندگان جام اروپا ۱۹۸۶-۱۹۸۷

جنوآ
- جام انگلو ایتالین ۹۶-۱۹۹۵

#### ملی
هلند
- جام ملت‌های اروپا ۱۹۸۸

### به عنوان مربی
ملبورن سیتی
- جام حذفی فوتبال استرالیا ۲۰۱۶